# 中日文化賞
中日文化賞（ちゅうにちぶんかしょう）は、各分野で優れた業績を挙げ、文化の向上に寄与した個人・団体に中日新聞社より贈られる賞である。

## 概要
1947年に日本国憲法の施行を記念して創設された。
毎年、憲法記念日（5月3日）に受賞者が発表され、5月下旬に贈呈式が行われる。正賞の時計の他、副賞として200万円が贈られる。
授賞規定としては、学術・芸術・文学・宗教その他一般に優れた文化的業績を顕し、中部日本地区（愛知県、岐阜県、三重県、静岡県、長野県、富山県、石川県、福井県、滋賀県、京都府、奈良県、和歌山県の1府11県）に現住あるいは出身あるいは同地区を対象とする業績、貢献のあるものとされる。

## 受賞者
出典：
1. 1948年（昭和23年）:坂田昌一、高橋喜彦、杉本健吉、二世西川鯉三郎
2. 1949年（昭和24年）:中山正、東屋五郎、城戸久、山口誓子、御木本幸吉
3. 1950年（昭和25年）:中島実、鈴木鎮一、尾崎久弥、横井礼以、古橋廣之進
4. 1951年（昭和26年）:高木市之助、吉川秀男、平田義正、野田稲吉、浅井竹五郎、太田三郎、松尾宗吾、服部担風
5. 1952年（昭和27年）:岩崎憲、山本時男、福田宗一、メリー･エフ･スマイス、北川民次
6. 1953年（昭和28年）:江上不二夫、堀井隆、栗田元次、加藤土師萌、鬼頭鍋三郎
7. 1954年（昭和29年）:八木国夫、栗林数衛、山崎一雄、我妻碧宇
8. 1955年（昭和30年）:小笠原一夫、三浦孝次、野々村一男、大池晴嵐、澤田文吉
9. 1956年（昭和31年）:能代清、橋本規明、岡本肇、加藤唐九郎、猪谷千春
10. 1957年（昭和32年）:大島福造、関戸弥太郎、石田茂作、丸山薫、荒川豊蔵
11. 1958年（昭和33年）:高橋信次、金原淳、山岡荘八、河村喜太郎、田淵寿郎
12. 1959年（昭和34年）:村上氏廣、木羽敏泰、伊藤武雄、雨田光平、石川栄次郎
13. 1960年（昭和35年）:宮川正澄、小林国夫、玉城肇、中村正義、赤堀鶴吉
14. 1961年（昭和36年）:永田雅宜、後藤修二、川口久雄、久野圧太郎、濱島辰雄、阿部珂山、中尾隆行
15. 1962年（昭和37年）:澄田正一、楢崎彰一、三好保憲、久曽神昇、慶松光雄、市野享
16. 1963年（昭和38年）:今永一、大沢文夫、渥美かをる、荒田義雄、叶澤清介、後藤敬一郎、寺澤徹
17. 1964年（昭和39年）:渡辺金三郎、太田行人、野間三郎、松田好夫、山永光甫
18. 1965年（昭和40年）:日比野進、岡田博、岡部隆博、服部敏良、宮坂英弌、高橋勇
19. 1966年（昭和41年）:倉知与志、松沢勲、有住徹弥、矢橋六郎、小川博史
20. 1967年（昭和42年）:高木健太郎、早川幸男、藤井制心、重松鷹泰、上田薫
21. 1968年（昭和43年）:赤崎兼義、鈴木旺、鈴木択郎、北出塔次郎
22. 1969年（昭和44年）:竹村彰祐、丹羽彌、西田亮三、卜部美代志、伊藤廉、中山彰規
23. 1970年（昭和45年）:田内久、村地孝、岡本清郷、北川秀則、高光一也
24. 1971年（昭和46年）:山田弘三、宮地伝三郎、片桐正之、大久保道舟、鈴木青々
25. 1972年（昭和47年）:石塚直隆、柴田村治、静岡県衛生研究所、中野蘭疇、荻須高徳、野水信
26. 1973年（昭和48年）:伊藤洋平、吉田克己、後藤俊夫、岸義人、井上昭二、嶋谷自然、硲伊之助
27. 1974年（昭和49年）:蜂須賀養悦、瓜谷郁三、榊米一郎、矩幸成、藤田六郎兵衛
28. 1975年（昭和50年）:瀬木三雄、本陣良平、北野康、小谷剛、安藤幹衛、加藤卓男、笠松茂
29. 1976年（昭和51年）:永津俊治、加藤範夫、大澤衛、島田章三、蜂谷宗由
30. 1977年（昭和52年）:松本利貞、高山一男、杉浦明平、中村翠恒、萩原冬珉
31. 1978年（昭和53年）:長與健夫、赤澤堯、屋代雄三、小竹武夫、藤枝静男、河本五郎
32. 1979年（昭和54年）:祖父江逸郎、西田尚紀、中村信一、三浦謹一郎、林董一、石田清
33. 1980年（昭和55年）:景山直樹、米山良昌、飛田武幸、塚本快示、平川敏夫、明治村
34. 1981年（昭和56年）:石井歓、梅村清明、江口吾朗、杉浦衛、西田三好、森山啓
35. 1982年（昭和57年）:大場松魚、岡本白濤、野依良治、水島昭二、山田和生
36. 1983年（昭和58年）:井村徹、岡本宏、金谷晴夫、静岡県西部Ｂ型肝炎対策研究班、ヨハネス・ヒルシュマイヤー、室伏重信
37. 1984年（昭和59年）:井関弘太郎、近藤一義、佐治賢使、西塚泰章、森重文
38. 1985年（昭和60年）:伊東信行、大澤省三、小松芳光、堀幹夫
39. 1986年（昭和61年）:大樋年朗、岡崎恒子、岡田節人、川崎寿彦、堀川恭、松本亮
40. 1987年（昭和62年）:青木半治、岩喬、杉山達夫、鈴木蔵、日本中国文化交流協会、山下雄也
41. 1988年（昭和63年）:浅蔵五十吉、石崎宏矩、大西英爾、稲垣菘圃、阪口周吉、本多静雄
42. 1989年（平成元年）:青木國雄、鵜高重三、片岡球子、寺井直次、中西重忠、前田恵学
43. 1990年（平成2年）:坂本信夫、竹田亮祐、樋口敬二、岡井隆、秋野不矩、加藤舜陶
44. 1991年（平成3年）:赤崎勇、梅原猛、北出不二雄、杉田虔一郎、内藤昌
45. 1992年（平成4年）:隅谷正峯、竹市雅俊、豊田穣、矢内原昇、山本尚
46. 1993年（平成5年）:河合雅雄、柴田鋼造、杉森久英、馬塲正三、堀田康雄
47. 1994年（平成6年）:飯田経夫、石浜明、小野武年、日高弘義、三谷吾一
48. 1995年（平成7年）:加藤釥、川北良造、外山淳治、永井美之、益川敏英、小林誠
49. 1996年（平成8年）:オーケストラ・アンサンブル金沢、熊澤孝朗、四方義啓、宮城谷昌光、安田喜憲
50. 1997年（平成9年）:飯島宗一、井波唯志、杉浦昌弘、立川武蔵、村井正誠
51. 1998年（平成10年）:加藤孝造、寺尾俊彦、松下芝堂、山下興亜、リトルワールド
52. 1999年（平成11年）:伊藤京子、郡健二郎、藤澤肇、馬渕宏、山内一生
53. 2000年（平成12年）:斎藤英彦、中村宏樹、向井茂、吉田知子、渡邉洋宇
54. 2001年（平成13年）:乾由明、大澤映二、神山征二郎、富永祐民、福井康雄
55. 2002年（平成14年）:飯島澄男、角野岩次、三田一郎、村松喬
56. 2003年（平成15年）:大峰巌、勝尾金弥、榊佳之、清水信義、東松照明
57. 2004年（平成16年）:大野竜三、春日井建、郷通子、鈴木康夫、平松礼二、松沢哲郎
58. 2005年（平成17年）:加々美光行、川人光男、鯉江良二、近藤孝男、二村雄次
59. 2006年（平成18年）:高橋利忠、中川衛、名古屋大学出版会、西村幹夫、西村いくこ、浜松交響楽団
60. 2007年（平成19年）:井形昭弘、上村大輔、清水信、祖父江元、山本眞輔
61. 2008年（平成20年）:遠藤守信、大島伸一、黒野清宇、辻真先、山中伸弥
62. 2009年（平成21年）:清水義範、早野龍五、福山透、藤森兼明
63. 2010年（平成22年）:高橋雅英、西のぼる、西田利貞、丸岡啓二、徳川美術館
64. 2011年（平成23年）:稲葉真弓、貝淵弘三、篠原久典、田渕俊夫、宮治昭
65. 2012年（平成24年）:荒川泰彦、桜井武、清水良典、藤田六郎兵衛
66. 2013年（平成25年）:小澤正直、神戸峰男、堀江敏幸、松本邦弘
67. 2014年（平成26年）:熊倉功夫、加納俊治、松岡信、春田正毅
68. 2015年（平成27年）:天野浩、坂口志文、西川右近、堀田知光
69. 2016年（平成28年）:大栗博司、梶田隆章、北川透、森郁恵
70. 2017年（平成29年）:伊丹健一郎、木下直之、杉浦真弓、野村万作
71. 2018年（平成30年）:西美緒、吉野彰、東山哲也、松岡伶子
72. 2019年（令和元年）:寺﨑浩子、馬場駿吉、福田敏男、日本将棋連盟東海普及連合会
73. 2020年（令和2年）:神取秀樹、北村想、中村文則、藤田誠
74. 2021年（令和3年）:岡本佳男、八島栄次、島田修三[3]
75. 2022年（令和4年）:丹羽公雄、風媒社
76. 2023年（令和5年）:門松健治、堀勝、立川志の輔、米沢唯
77. 2024年（令和6年）:原昌宏、佐川眞人、藤井聡太、小森邦衛
78. 2025年（令和7年）:西川博嘉、吉村崇、竹下景子、竹澤恭子